# Lakeith Stanfield
Lakeith Lee Stanfield (født 12. august 1991) nogle gange kreidteret som Keith Stanfield, er en amerikansk skuespiller og musiker. Han fik sin spillefilmsdebut i independent-dramafilmen Short Term 12 i 2013, en filmatisering af en kortfilm hvor han også havde en rolle, for filmen blev han nomineret til en Independent Spirit Award.
Han modtog yderligere anerkendelse for sine roller i adskillige biografiske film som f.eks borgerrettighedsaktivisten Jimmie Lee Jackson i Selma fra 2014, Snoop Dogg i Straight Outta Compton fra 2015, Patrick Haynes i Snowden fra 2016 og William O'Neal i Judas and the Black Messiah fra 2021. Den sidste modtog han en nominering til en Oscar.

## Opvækst
Lakeith Lee Stanfield blev født i San Bernardino i Californien den 12 august 1991.
Han voksede op i Riverside og Victorville.
Han har sagt, at han "voksede op meget fattig i en brudt familie, der var dysfunktionel på begge sider."
Han besluttede sig for at blive skuespiller da han var 14 år, efter han havde meldt sig ind i sin high schools dramaklub. Han gik på John Casablancas Modeling and Career Center i Los Angeles,
hvor han underskrev en aftale med en agent og begyndte at gå til auditions på reklamefilm.

## Karriere
Stanfields første rolle var i kortfilmen Short Term 12 fra 2009, Destin Daniel Crettons specialeprojekt ved San Diego State University, der vandt Jury Award for US Short Film Making på Sundance Film Festival 2009.
Året efter medvirkede han i kortfilmen Gimme Grace fra 2010 inden han opgav skuespillet i nogle år.
Han fortsatte med at arbejde på en række forskellige job, såsom tagdækning og havearbejde, og job hos AT&T og i et lovligt marihuana-apotek, inden han blev kontaktet af Cretton for at få ham til at medvirke i en spillefilmsversion af Short term 12. Det var hans første rolle i en spillefilm.
Under produktionen praktiserede Stanfield method acting, og distancerede sig på den måde fra den øvrige rollebesætning som hans karakter.
Han var den eneste skuespiller til at medvirke i både kortfilmen og spillefilmen.
Filmen vandt Grand Jury Prize for Best Narrative Feature i South by Southwest film festival 2013, og Stanfield blev nomineret til en Independent Spirit Award for bedste mandlige birolle.
I 2014 medvirkede han i filmen The Purge: Anarki og Selma, i den sidste spillede han borgerrettighedsaktivisten Jimmie Lee Jackson.
I 2015 medvirkede han i Memoria og Miles Ahead
Han spillede også med i fantasy-gyserfilmen King Ripple af filmskaber Luke Jaden,
og optrådte i Run the Jewels' musikvideo til sangen "Close Your Eyes (And Count to Fuck)".
I 2015 portrætterede han rapperen Snoop Dogg i den biografiske film Straight Outta Compton.
I 2017 spillede han L i Adam Wingards filmatisering af den populære japanske fantasy-thrillermangasierie Death Note til Netflix. Samme år medvirkede han i musikivideoen til sangen "Cold Little Heart" af den engelske sanger Michael Kiwanuka,
og spillede med i den kritikerroste gyserfilm Get Out.
I 2018 spillede han hovedrollen i den kritikerroste sorte komediefilm Sorry to Bother You. I 2019 spillede Stanfield Løjtnant Elliott i filmen Knives Out - Var det mord?.
Stanfield spillede hovedroller i filmene Photograph fra 2020 og Judas and the Black Messiah; hans portræt af FBI-informanten William O'Neal i den sidste film gav ham en nominering til en Oscar for bedste mandlige birolle ved Oscaruddelingen 2021.

## Musikkarriere
Standfield optræder under kunstnernavnet "Htiekal" og arbejder i øjeblikket på sit debutalbum Self Control.
Han er medlem af et band der hedder Moors.

## Personligt liv
Stanfield har været i et forhold med skuespillerinden Xosha Roquemore siden august 2015. Parret har en datter, der blev født i juni 2017.
Han bor i Hollywood Hills.

## Filmografi

### Film
| År   | Titel                          | Rolle                       | Noter           |
| ---- | ------------------------------ | --------------------------- | --------------- |
| 2008 | Short Term 12                  | Mark                        | Short film      |
| 2013 | Short Term 12                  | Marcus                      |                 |
| 2014 | The Purge: Anarchy             | Young Ghoul Face            |                 |
| 2014 | Selma                          | Jimmie Lee Jackson          |                 |
| 2014 | The Fires, Howling             | The Staying One             | Short film      |
| 2015 | King Ripple                    | King Ripple                 | Short film      |
| 2015 | The Ferguson Case, Verbatim    | Dorian Johnson              | Short film      |
| 2015 | Tracks                         | Lawrence                    |                 |
| 2015 | Dope                           | Marquis a.k.a. Bug          |                 |
| 2015 | Straight Outta Compton         | Snoop Dogg                  |                 |
| 2015 | Miles Ahead                    | Junior                      |                 |
| 2015 | Memoria                        | Max                         |                 |
| 2016 | Live Cargo                     | Lewis                       |                 |
| 2016 | Hard World for Small Things    | Sev                         | Short film      |
| 2016 | Snowden                        | Patrick Haynes              |                 |
| 2017 | Crown Heights                  | Colin Warner                |                 |
| 2017 | Get Out                        | Andre Hayworth / Logan King |                 |
| 2017 | The Incredible Jessica James   | Damon                       |                 |
| 2017 | War Machine                    | Corporal Billy Cole         |                 |
| 2017 | Izzy Gets the F*ck Across Town | George                      |                 |
| 2017 | Death Note                     | Lebensborn Atubia / L       |                 |
| 2017 | Quest                          | Diego                       |                 |
| 2018 | Sorry to Bother You            | Cassius "Cash" Green        |                 |
| 2018 | Come Sunday                    | Reggie                      |                 |
| 2018 | The Girl in the Spider's Web   | Edwin Needham               |                 |
| 2018 | Time of Day                    | Himself                     | Short film      |
| 2019 | Someone Great                  | Nate Davis                  |                 |
| 2019 | Uncut Gems                     | Demany                      |                 |
| 2019 | Knives Out                     | Detective Lieutenant Elliot |                 |
| 2020 | The Photograph                 | Michael Block               |                 |
| 2021 | Judas and the Black Messiah    | William O'Neal              |                 |
| 2021 | The Harder They Fall           | Cherokee Bill               |                 |
| 2023 | Haunted Mansion                | Ben Matthias                | Post-production |

### Tv
| År      | Titel                  | Rolle             | Noter                                                             |
| ------- | ---------------------- | ----------------- | ----------------------------------------------------------------- |
| 2016–22 | Atlanta                | Darius Epps       | 20 episodes                                                       |
| 2018    | Random Acts of Flyness | Sig selv          | Episode: "What are your thoughts on raising free black children?" |
| 2019–20 | BoJack Horseman        | Guy (stemme)      | 7 episodes                                                        |
| 2020    | The Eric Andre Show    | Himself (co-host) | 2 episodes                                                        |
| 2021    | Yasuke                 | Yasuke (stemme)   | 6 episodes; also executive producer                               |
| TBA     | The Changeling         | Apollo            | Kommende serie; også executive producer                           |

### Music videos
| År   | Titel                                 | Kunstner         | Rolle    |
| ---- | ------------------------------------- | ---------------- | -------- |
| 2014 | "When My Train Pulls In"              | Gary Clark Jr.   | Keith    |
| 2015 | "Close Your Eyes (And Count to Fuck)" | Run the Jewels   | Kid      |
| 2017 | "Moonlight"                           | Jay-Z            | Chandler |
| 2017 | "Cold Little Heart"                   | Michael Kiwanuka |          |
| 2022 | "I Hate U"                            | SZA              |          |
| 2022 | "Shirt"                               | SZA              |          |